# Gaetano Fantuzzi
Gaetano Fantuzzi (ur. 1 sierpnia 1708 w Gualdo, zm. 1 października 1778 w Rzymie) – włoski duchowny katolicki, kardynał.
Pochodził z arystokratycznego rodu. Święcenia kapłańskie przyjął ok. 1745. Zajmował stanowiska audytora Pałacu Apostolskiego oraz regenta Penitencjarii Apostolskiej. 24 września 1759 Klemens XIII wyniósł go do godności kardynalskiej. Od 1759 do śmierci sprawował urząd prefekta Kongregacji ds. Kościelnych Immunitetów. W latach 1767–1768 był Kamerlingiem Świętego Kolegium Kardynałów. Wziął udział w konklawe 1769 i 1774-1775.